# 마하심
마하심 또는 마하-심은 마차부자리 방향으로 지구에서 약 173광년 떨어진 곳에 있는 다중성이다. 바이어 명명법에 따르면 마차부자리 세타로 읽는다. 별의 이름은 아랍어로 '손목'을 뜻한다. 이 이름은 중동 지역에서 마차부자리 에타를 부를 때도 쓰였다. 중국에서는 이 별을 오거사(五車四)로 불렀는데, 이는 '다섯 수레 중 넷째 별'이라는 뜻이다.

## 구성
주성 마하심 A는 흰색의 A형 주계열성으로 겉보기 등급은 2.7이다. 짝별 마하심 B는 태양과 비슷한 G형 주계열성으로 겉보기 등급은 7.2로 맨눈으로는 볼 수 없다. 둘은 하늘에서 3.5초각 떨어져 있다. 셋째 별 C는 겉보기 등급 11로 훨씬 더 어둡고, A와 B로부터 49초각 떨어진 곳에 자리잡고 있다. C와 A+B는 안시 이중성 구조를 형성하고 있다.
A와 B 둘은 합쳐서 2.65의 밝기를 보인다. 다만 주성 A는 사냥개자리 알파2형 변광성으로, 1.37일 간격으로 밝기가 2.62에서 2.70까지 변한다.
주성 A의 짝별들은 다음과 같다.

## 참고 문헌
- HR 2095
- HR 2095 보관됨 2011-06-11 - 웨이백 머신
- CCDM J05597+3713
- The Constellations and Named Stars